# 酒井由美子
酒井 由美子（さかい ゆみこ、1964年9月19日 - ）は、日本の女優。
東京都出身。身長161cm。体重47kg。血液型はA型。趣味はクラシックバレエ鑑賞、ジャズダンス。好きな色は白、赤、紫。

## 出演

### 映画
- 長崎ぶらぶら節　深町幸男監督（2000年、東映）

### ドラマ
- それからの日々
- 救急指定病院シリーズ
- 黄落
- 大往生
- 火曜サスペンス劇場「殺人捜査」（1992年8月25日、日本テレビ）
- 旅立つ人と（1999年10月29日 CXテレビ）スナックのママ
- 恋は戦い!（2003年　テレビ朝日）
- ウルトラQ dark fantasy（2004年6月15日、テレビ東京）
- エースをねらえ!SP（2004年9月23日、テレビ朝日）
- 金曜エンタテイメント「事件調査員 南条真琴 東京〜隠岐 摩天崖殺人事件」（2005年2月25日、フジテレビ）
- 女王の教室エピソード1〜堕天使〜（2006年3月17日、日本テレビ）

### 舞台
- 赤い鳥のいる風景
- 遺産相続ゲーム